# Macrodiplax cora
Macrodiplax cora – gatunek ważki z rodziny ważkowatych (Libellulidae). Bardzo szeroko rozpowszechniony. Występuje w Afryce (w Somalii, RPA, na Sokotrze, Madagaskarze i Mauritiusie), Azji (na Półwyspie Arabskim, w Azji Południowej i Południowo-Wschodniej, na Tajwanie, w Hongkongu i Japonii) oraz Australazji.
W RPA imago lata w grudniu. Długość ciała 42–43 mm. Długość tylnego skrzydła 31–32 mm.
Gatunek ten opisał w 1867 roku Friedrich Moritz Brauer, nadając mu nazwę Diplax cora, w oparciu o okaz i informacje uzyskane od Johanna Jakoba Kaupa. Holotyp to samica odłowiona na indonezyjskiej wyspie Seram. Niekiedy w cytacie nazwy binominalnej wymieniany jest Kaup („Kaup in Brauer”).